# Biswamoyopterus biswasi
Biswamoyopterus biswasi — ендемічна летяга Аруначал-Прадеш на північному сході Індії, де вона відома завдяки одному зоологічному екземпляру, зібраному в Національному парку Намдафа в 1981 році.

## Опис
Ця летяга має червонувате з сивиною хутро; її патагіум помаранчевий, а низ білий. Щічні зуби прості, а різці непігментовані. Перегородки численні у слухових буллах, іноді мають форму стільників з 10–12 клітинами. Її довжина голови й тулуба становить 40,5 см, а хвіст — 60 см. Довжина задніх лап становить 7,8 см, а довжина вуха — 4,6 см.

## Середовище
Вид є ендеміком Аруначал-Прадеш на північному сході Індії. Тварина мешкає у високих джунглях Mesua ferrea, часто на схилах пагорбів у басейні річки Діхінг, особливо на західному схилі хребта Паткай на північному сході Індії.